# 総説分別経
『総説分別経』（そうせつふんべつきょう、巴: Uddesavibhaṅga-sutta, ウッデーサヴィバンガ・スッタ）とは、パーリ仏典経蔵中部に収録されている第138経。『分別観法経』（ふんべつかんぽうきょう）とも。
類似の伝統漢訳経典としては、『中阿含経』（大正蔵26）の第164経「分別観法経」がある。
釈迦やカッチャーナ（迦旃延）が、比丘たちに、観法に関する仏法を説く。

## 構成

### 登場人物
- 釈迦
- カッチャーナ（迦旃延）

### 場面設定
ある時、釈迦は、サーヴァッティー（舎衛城）のアナータピンディカ園（祇園精舎）に滞在していた。
釈迦は比丘たちに、観法に関する説法として、意識を外へ散乱させないこと、内に執着させないこと、恐れないことなどを説いていく。
釈迦が去った後、意味が理解できなかった比丘たちは、それをカッチャーナ（迦旃延）に尋ね、彼は比丘たちに説明する。
その話を聞いた釈迦はカッチャーナを讃える。
比丘たちは歓喜する。

## 日本語訳
- 『南伝大蔵経・経蔵・中部経典4』（第11巻下） 大蔵出版
- 『パーリ仏典 中部（マッジマニカーヤ）後分五十経篇II』 片山一良訳 大蔵出版
- 『原始仏典 中部経典4』（第7巻） 中村元監修 春秋社